# Target Controlled Infusion
Target Controlled Infusion (TCI) bezeichnet die zielgerichtete Infusion von Arzneimitteln unter Verwendung von mikrochipgesteuerten Spritzenpumpen. Das Ziel ist hierbei das Erreichen und die Aufrechterhaltung einer bestimmten Wirkung (z. B. Schmerzfreiheit) anhand eines definierten Plasmaspiegels.

## Verwendung
Die TCI wird besonders für Narkosetechniken verwendet, bei denen ab einem gewissen Plasmaspiegel mit ausreichender Analgesie und Narkose zu rechnen ist und unterhalb eines bestimmten Plasmaspiegels mit dem Erwachen der Patienten gerechnet werden muss. Der Berechnung der Plasmaspiegel liegen Rechenmodelle zugrunde, welche die pharmakokinetisch bedingt besonderen Eigenschaften der verwendeten Wirkstoffe berücksichtigen. Dazu zählt etwa die kontextsensitive Halbwertszeit.
Bei den Narkosen handelt es sich um totale intravenöse Anästhesien (TIVA) mit intravenösen Hypnotika (Propofol, Etomidat oder Barbituraten), Ketamin, Midazolam und unterschiedlichen Opioiden (Fentanyl, Remifentanil, Sufentanil).

## Umsetzung der Infusionskonzepte

Schematische Darstellung eines für die TCI verwendeten Mehrkompartiment-Modells (modifiziert nach Wilhelm, S. 57) zur Berechnung von Infusionsraten. Nach Verabreichung in das zentrale Kompartiment K_{1} verteilt sich der Wirkstoff von dort unterschiedlich schnell in zwei virtuelle periphere Kompartimente (K_{2}, K_{3}). Parallel dazu wird er ausgeschieden. Das virtuelle Effekt-Kompartiment K_{E} modelliert das Auftreten des Wirkstoffs am Wirkort. Mit Hilfe der Geschwindigkeitskonstanten k_{xy} und der fiktiven Volumina der Kompartimente lässt sich das pharmakokinetische Verhalten eines Wirkstoffs im Organismus simulieren und für die Steuerung der TCI nutzen. Die dargestellten anatomischen Strukturen sind keine realen, sondern fiktive Gegenstücke zu den Kompartimenten zur beispielhaften Veranschaulichung.

### BET-Schema
Das BET-Schema wurde Anfang der 1980er Jahre entwickelt. BET steht für Bolus, Elimination und Transfer, jene drei pharmakologischen Vorgänge, die den Plasmaspiegel eines Wirkstoffs bewirken:
- Die initiale Gabe einer intravenösen Bolus-Dosis bewirkt das rasche Erreichen der Effektkonzentration.
- Die anschließende kontinuierliche Zufuhr des Wirkstoffes kompensiert sein Verlassen aus dem Blutkreislauf durch einerseits Elimination und andererseits den Transfer in andere Verteilungsräume.
- Der Transfer aus anderen Verteilungsräumen zurück in den Blutkreislauf wird durch exponentielle Reduktion der Infusionsrate ausgeglichen.

### Kompartimentmodelle
Rechnerisch lässt sich das pharmakokinetische Verhalten von Wirkstoffen über Kompartimentmodelle abbilden. Den Kompartimenten (Verteilungsräumen) können als physiologische Entsprechung der Blutkreislauf (als zentrales Kompartiment) und bspw. Muskel- oder Fettgewebe (als periphere Kompartimente) fiktiv gegenübergestellt werden. Parametrisch charakterisiert werden die Kompartimente über ein (virtuelles) Verteilungsvolumen und Geschwindigkeitskonstanten. Bei den in der Anästhesie verwendeten Wirkstoffen ist die Beschreibung mittels eines 1-Kompartimentmodells in der Regel nicht ausreichend, sondern es kommen 2- oder 3-Kompartimentmodelle zur Anwendung. Modellparameter-Datensätze für die verschiedenen Anästhesie-Wirkstoffe (z. B. „Marsh-Datensatz“ für Propofol oder „Minto-Datensatz“ für Remifentanil) werden zur Steuerung der Spritzenpumpen verwendet.

### Effektkompartiment
Um die „hinterher hinkende“ Wirkung eines Medikaments modellhaft zu erfassen, wurde ein Effektkompartiment (Effect-Site-Kompartiment, Biophase-Kompartiment) eingeführt. Physiologisch lässt sich diesem Kompartiment der eigentliche Wirkort zuordnen (z. B. die Rezeptoren im Gehirn, an denen ein Anästhetikum wirkt). Das Effektkompartiment dient einer genaueren zeitlichen Modellierung und berücksichtigt keine Mengenaspekte (Dosis). Man konnte nachweisen, dass die gewünschte Wirkung eines Medikaments besser eintraf, wenn als angezielte Konzentration diejenige an der Effect Site eingestellt wurde.

### Kontextsensitive Halbwertszeit
Die kontextsensitive Halbwertszeit bzw. infusionsdauerabhängige Halbwertszeit trägt Verteilungsvorgängen in bzw. Rückverteilungsvorgängen aus den peripheren Kompartimenten Rechnung. Sie ist ein indirektes Maß für die Kumulation (Anreicherung) eines Wirkstoffes.